# مارسيو دي أوليفيرا باروس
مارسيو دي أوليفيرا باروس (بالبرتغالية: Márcio de Oliveira Barros‏) هو لاعب كرة قدم برازيلي في مركز الهجوم، ولد في 7 فبراير 1981 في ريو دي جانيرو في البرازيل، وتوفي في 21 أبريل 2012. لعب مع جيانغسو سونينغ ونادي اتلتيكو سوروكابا ونادي بوتافغو لكرة القدم ونادي ناوتيكو.

## وصلات خارجية
- مارسيو دي أوليفيرا باروس على موقع قاعدة بيانات كرة القدم.إي يو (الإنجليزية)